# Épagne-Épagnette
Pour l’article homonyme, voir Épagne.
Épagne-Épagnette est une commune française située dans le département de la Somme en région Hauts-de-France.
La commune fait partie des villages labellisés Pays d'art et d'histoire qui œuvrent à mettre en avant leur patrimoine,.

## Géographie

### Localisation
Épagne-Épagnette est un village picard situé entre Ponthieu et Vimeu.
Limitrophe d'Abbeville, la localité est située à 9 km à l'ouest d'Ailly-le-Haut-Clocher et à 36 km au nord-ouest d'Amiens à vol d'oiseau.
Le territoire de la commune est limitrophe de ceux de cinq communes.
Les communes limitrophes sont Mareuil-Caubert, Abbeville, Bellancourt, Eaucourt-sur-Somme et Vauchelles-les-Quesnoy.

### Géologie et relief
La commune s'est construite à proximité d'Abbeville, le long de la Somme, rive droite ; la rive gauche du fleuve offrant aux habitants son importante zone marécageuse pour la pêche, le pâturage et la chasse.

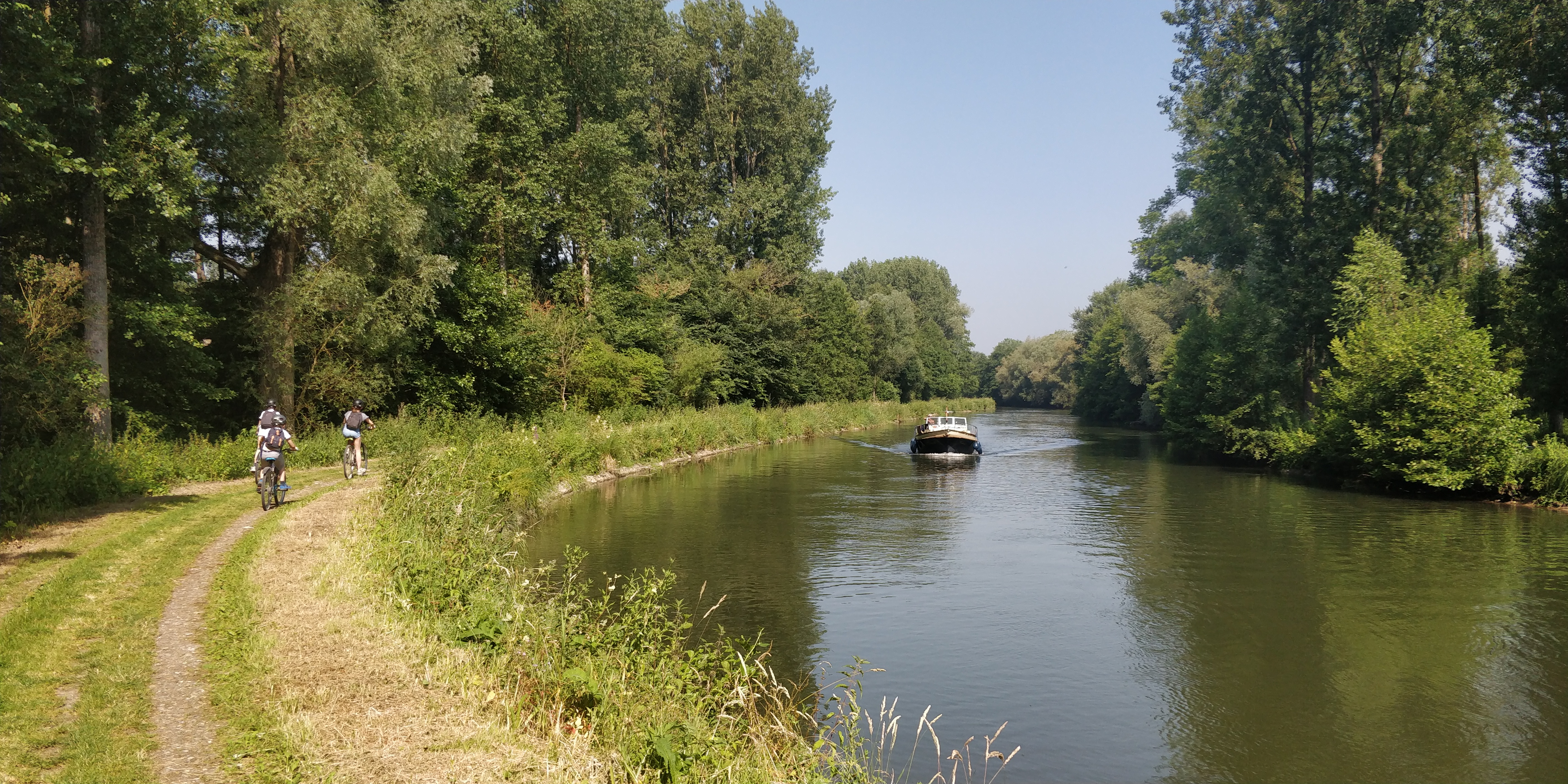
La véloroute de la Somme et le fleuve.
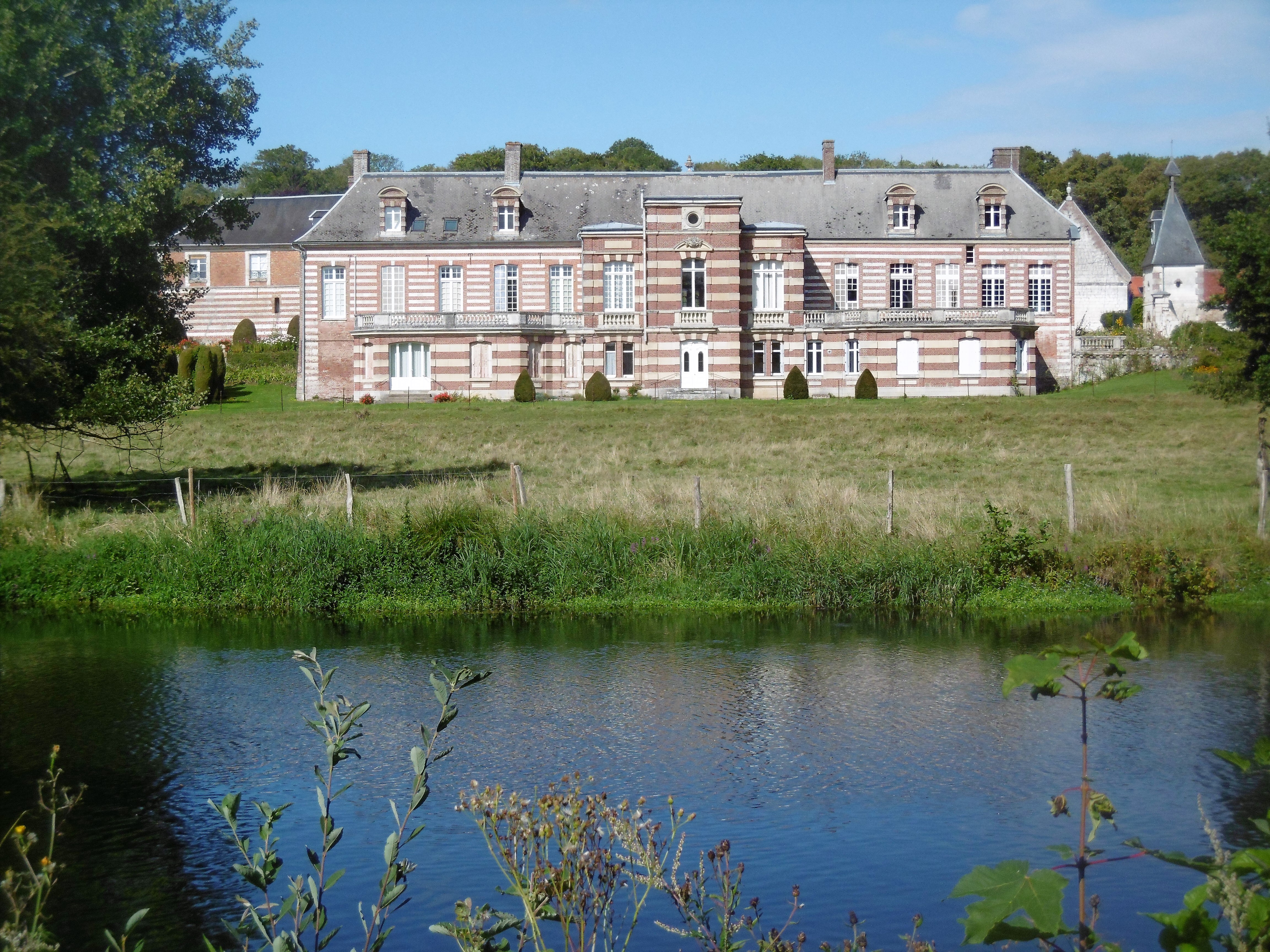
La Somme et le château d'Épagne.

### Hydrographie

#### Réseau hydrographique
La commune est située dans le bassin Artois-Picardie. Elle est drainée par la Somme canalisée, la rivière du Doigt et le Grand marais d'Espagnette,.
Le canal de la Somme, construit entre 1770 et 1827, et mis au gabarit Freycinet en 1880, est long 170 km. Il débute à Saint-Simon où il touche au canal de Saint-Quentin et débouche dans la baie de Somme.

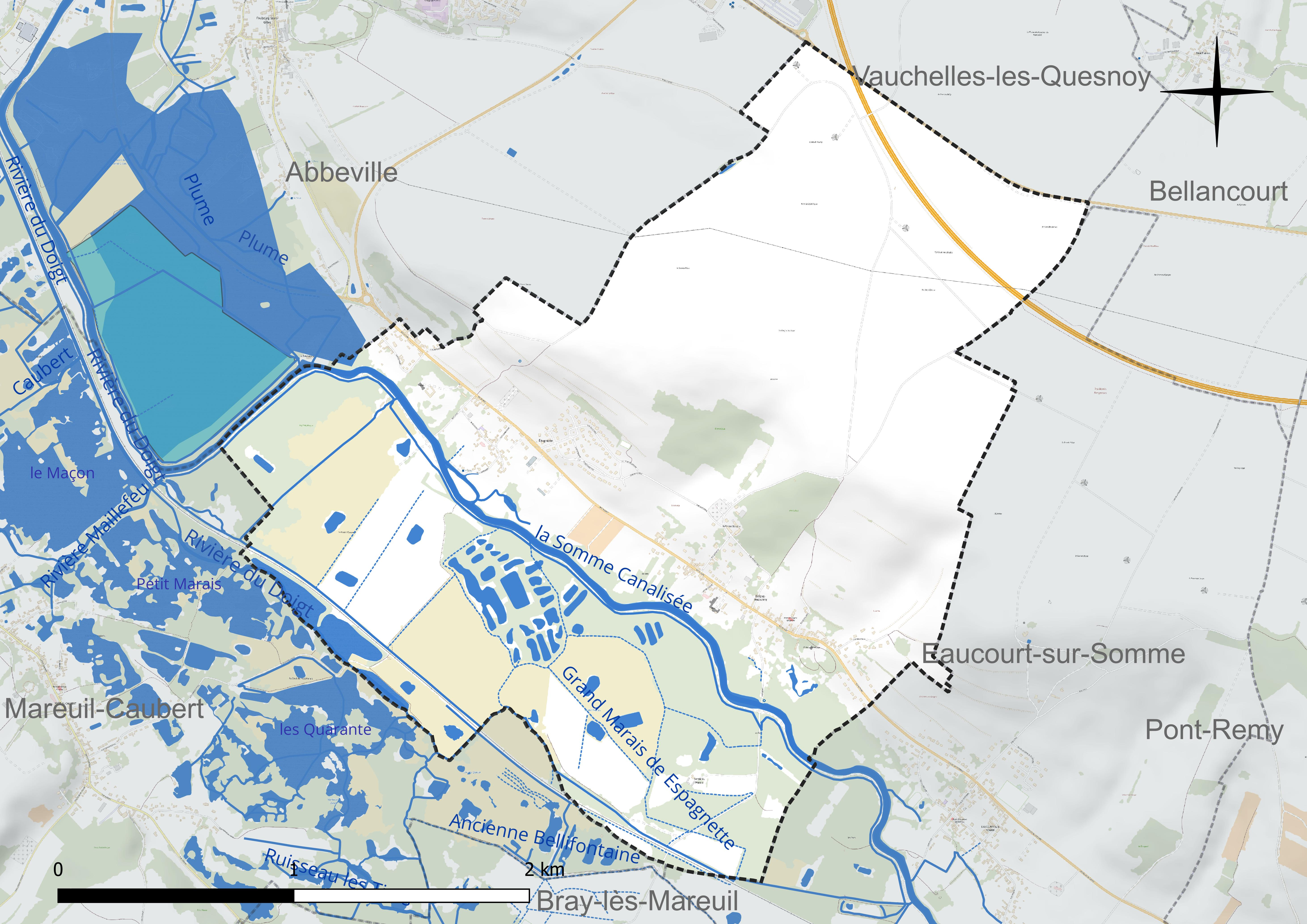
Réseau hydrographique d'Épagne-Épagnette.

Deux plans d'eau complètent le réseau hydrographique : le Petit Marais, d'une superficie totale de 21,2 ha (0 ha sur la commune) et les Quarante, d'une superficie totale de 19,9 ha (1,1 ha sur la commune),.

#### Gestion et qualité des eaux
Le territoire communal est couvert par le schéma d'aménagement et de gestion des eaux (SAGE) « Somme aval et Cours d'eau côtiers ». Ce document de planification concerne un territoire de 1 835 km2 de superficie, délimité par le bassin versant de la Somme canalisée. Le périmètre a été arrêté le 29 avril 2010 et le SAGE proprement dit a été approuvé le 6 août 2019. La structure porteuse de l'élaboration et de la mise en œuvre est le syndicat mixte d'aménagement hydraulique du bassin versant de la Somme (AMEVA).
La qualité des cours d'eau peut être consultée sur un site dédié géré par les agences de l'eau et l'Agence française pour la biodiversité.

### Climat
Pour des articles plus généraux, voir Climat des Hauts-de-France et Climat de la Somme.
En 2010, le climat de la commune est de type climat océanique altéré, selon une étude du CNRS s'appuyant sur une série de données couvrant la période 1971-2000. En 2020, Météo-France publie une typologie des climats de la France métropolitaine dans laquelle la commune est exposée à un climat océanique et est dans la région climatique Côtes de la Manche orientale, caractérisée par un faible ensoleillement (1 550 h/an) ; forte humidité de l'air (plus de 20 h/jour avec humidité relative > 80 % en hiver), vents forts fréquents.
Pour la période 1971-2000, la température annuelle moyenne est de 10,4 °C, avec une amplitude thermique annuelle de 12,5 °C. Le cumul annuel moyen de précipitations est de 746 mm, avec 12,2 jours de précipitations en janvier et 8,5 jours en juillet. Pour la période 1991-2020, la température moyenne annuelle observée sur la station météorologique la plus proche, située sur la commune d'Abbeville à 5 km à vol d'oiseau, est de 11,0 °C et le cumul annuel moyen de précipitations est de 806,2 mm,. Pour l'avenir, les paramètres climatiques de la commune estimés pour 2050 selon différents scénarios d'émission de gaz à effet de serre sont consultables sur un site dédié publié par Météo-France en novembre 2022.
| Mois                                  | jan.             | fév.             | mars          | avril           | mai             | juin          | jui.           | août           | sep.           | oct.          | nov.            | déc.             | année      |
| ------------------------------------- | ---------------- | ---------------- | ------------- | --------------- | --------------- | ------------- | -------------- | -------------- | -------------- | ------------- | --------------- | ---------------- | ---------- |
| Température minimale moyenne (°C)     | 2,2              | 2,3              | 4             | 5,5             | 8,7             | 11,4          | 13,4           | 13,7           | 11,3           | 8,7           | 5,3             | 2,8              | 7,4        |
| Température moyenne (°C)              | 4,6              | 5                | 7,4           | 9,9             | 13              | 15,7          | 17,9           | 18,1           | 15,4           | 12            | 7,9             | 5,1              | 11         |
| Température maximale moyenne (°C)     | 7                | 7,7              | 10,9          | 14,3            | 17,3            | 20,1          | 22,4           | 22,6           | 19,6           | 15,3          | 10,5            | 7,4              | 14,6       |
| Record de froid (°C) date du record   | −17,4 17.01.1985 | −15,2 13.02.1929 | −9,8 04.03.05 | −3,6 11.04.03   | −1,6 02.05.1960 | 0 14.06.1933  | 1,3 29.07.1933 | 4,9 28.08.1979 | 1,3 23.09.1979 | −5 28.10.1931 | −8,2 23.11.1956 | −14,6 20.12.1938 | −17,4 1985 |
| Record de chaleur (°C) date du record | 17,2 10.01.1936  | 19,9 17.02.1950  | 25,2 31.03.21 | 29,3 16.04.1949 | 32,4 25.05.1953 | 35,2 18.06.22 | 41,3 25.07.19  | 37,3 10.08.03  | 33,1 10.09.23  | 27,8 01.10.11 | 21,8 03.11.1927 | 16,3 30.12.22    | 41,3 2019  |
| Précipitations (mm)                   | 64,1             | 53,4             | 52,8          | 50              | 60,4            | 63,3          | 62,1           | 80,6           | 66,6           | 77            | 84,2            | 91,7             | 806,2      |

## Urbanisme

### Typologie
Au 1er janvier 2024, Épagne-Épagnette est catégorisée commune rurale à habitat dispersé, selon la nouvelle grille communale de densité à sept niveaux définie par l'Insee en 2022.
Elle est située hors unité urbaine. Par ailleurs la commune fait partie de l'aire d'attraction d'Abbeville, dont elle est une commune de la couronne,. Cette aire, qui regroupe 73 communes, est catégorisée dans les aires de 50 000 à moins de 200 000 habitants,.

### Occupation des sols
L'occupation des sols de la commune, telle qu'elle ressort de la base de données européenne d'occupation biophysique des sols Corine Land Cover (CLC), est marquée par l'importance des territoires agricoles (60,2 % en 2018), une proportion identique à celle de 1990 (60,2 %). La répartition détaillée en 2018 est la suivante : 
terres arables (45,2 %), zones humides intérieures (19,3 %), forêts (15,2 %), zones agricoles hétérogènes (9 %), prairies (6 %), zones urbanisées (4,4 %), eaux continentales (0,9 %). L'évolution de l'occupation des sols de la commune et de ses infrastructures peut être observée sur les différentes représentations cartographiques du territoire : la carte de Cassini (XVIIIe siècle), la carte d'état-major (1820-1866) et les cartes ou photos aériennes de l'IGN pour la période actuelle (1950 à aujourd'hui).

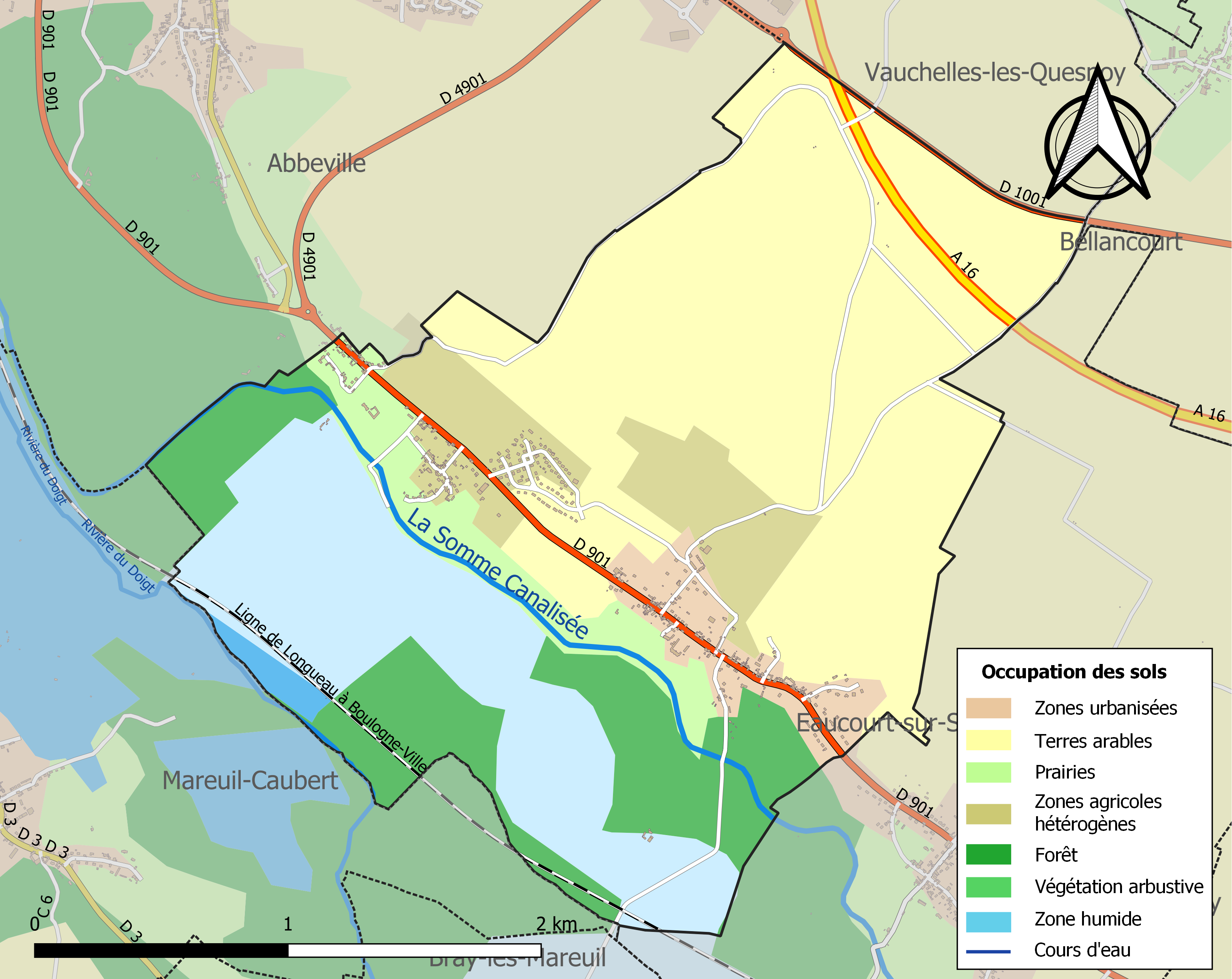
Carte des infrastructures et de l'occupation des sols de la commune en 2018 (CLC).

### Habitat
Elle est desservie par les deux tracés historiques de la route nationale 1, l'actuelle RD 901 en provenance de Beauvais, et la RD 1001, en provenance d'Amiens. L'autoroute A 16 passe dans le nord du territoire communal.
La véloroute de la Somme traverse la commune en suivant le fleuve.
Depuis juillet 2020, la commune fait partie du parc naturel régional Baie de Somme - Picardie maritime.

### Voies de communication et transports
La commune est traversée par la voie ferrée Paris-Calais, dont l'arrêt le plus proche est la gare d'Abbeville desservie par des trains du réseau régional TER Hauts-de-France.

## Toponymie
Épagne est attesté sous les formes Spania en 855 ; Espanum en 1121 ; Hispania en 1178 ; Espaigne en 1203 ; Espagne en 1209 ; Yspania en 1215 ; Hispane en 1227 ; Hyspania en 1271 ; Espaingne en 1284 ; Espane en 1337 ; Epaigne en 1337 ; Epagne en 1646.
Épagnette est attesté sous les formes Hyspaneta en 1121 ; Hispaneta en 1138 ; Epaignette en 1205 ; Espaignete en 1283 ; Espaignette en 1638 ; Epagnette en 1646 ; Espaignel en 1648 ; Espagnette en 1761 ; Epagnelle en 1778.
Épagne porte bien un nom accompagné de son diminutif. Il s'agit, pour le premier, d'un dérivé de Spania et, pour le second, de son diminutif : dans les deux cas, il s'agit soit de colonies d'Espagnols sous l'Empire romain soit de dérivés d'un nom d'homme latin Spanius.

## Histoire

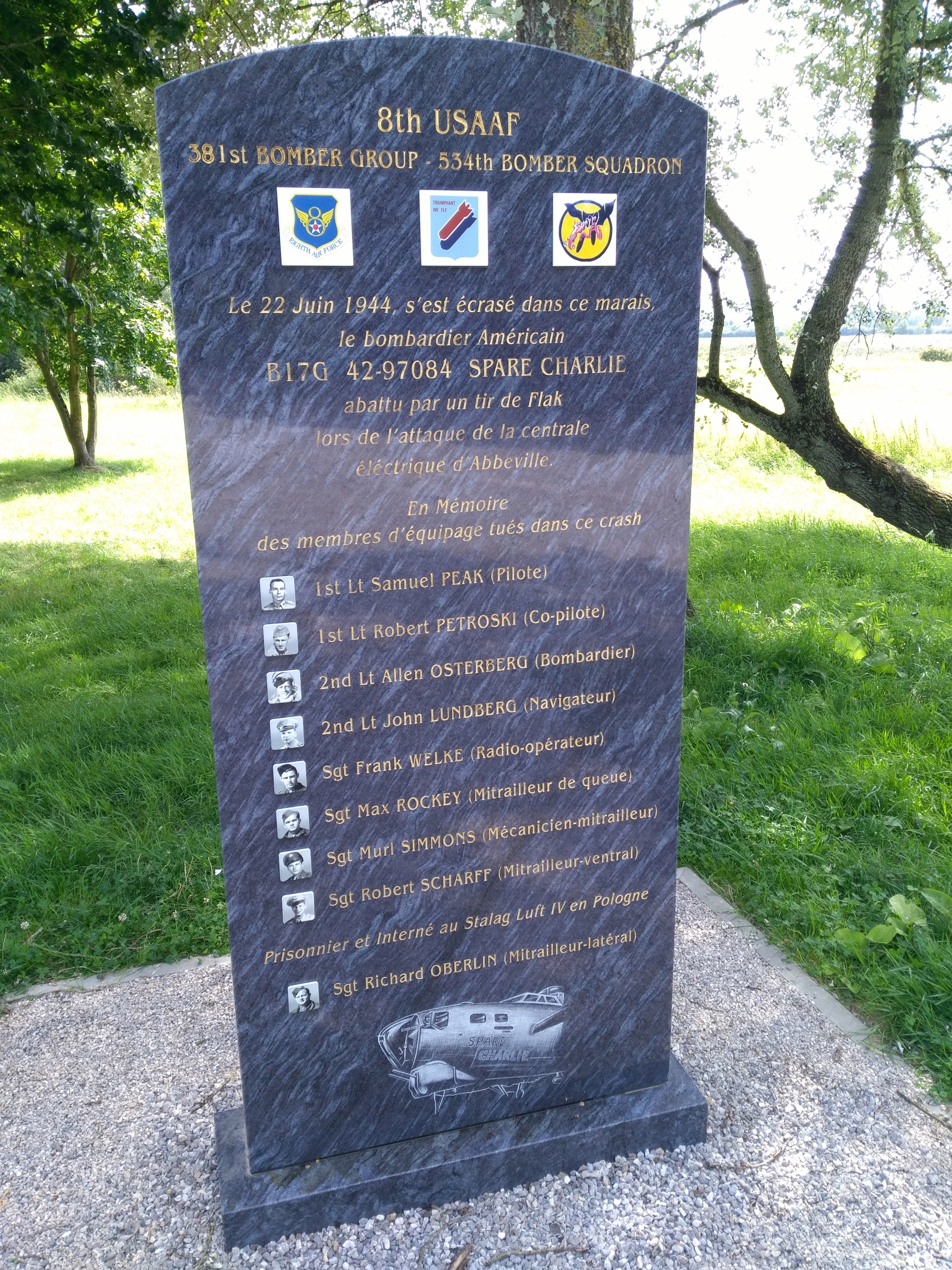
Stèle commémorant le crash du Spare Charlie.

L'abbaye Notre-Dame d'Épagne voit le jour en 1178, grâce à Enguerrand de Fontaine, sénéchal de Ponthieu, sur le site dénommé Fontaine Saint-Aubin.
En 1237, le comte Simon et la comtesse de Ponthieu donnent aux religieuses de l'abbaye d'Épagne quatre milliers de harengs à prendre sur la vicomté de Rue.
Au XIIIe siècle, deux seigneuries se partageaient Épagne. L'une appartenait à l'abbaye, l'autre au seigneur du lieu.
Épagne et Épagnette ont été deux communes indépendantes depuis la Révolution française, qui les a instituées, jusqu'en 1827 où elles ont été réunies,.
Pendant la Première Guerre mondiale, le château d'Épagne a servi de siège pour l'état-major britannique.
Le château d'Épagnette a été utilisé comme hôpital militaire au cours de la Seconde Guerre mondiale.
Le 22 juin 1944, le Spare Charlie, un bombardier américain B-17, est abattu au-dessus du marais par les Allemands. Huit membres d'équipage trouvent la mort. Seul un mitrailleur s'en sort vivant. Une stèle est inaugurée le 22 juin 2024 au bord de la véloroute, en mémoire des combattants.

## Politique et administration
| Période                                  | Période                      | Identité                                      | Étiquette | Qualité |
| ---------------------------------------- | ---------------------------- | --------------------------------------------- | --------- | --- |
|                                          |                              | Charles Adrien Wignier de Beaupré (1795-1878) |           | Châtelain d'Épagne Capitaine de cavalerie |
| Les données manquantes sont à compléter. |                              |                                               |           | |
| avant 1981                               |                              | Kléber Descamp                                | DVG       | |
| Les données manquantes sont à compléter. |                              |                                               |           | |
| mars 1983                                | En cours (au 8 octobre 2020) | Pascal Lefebvre                               | DVG       | Vice-président de la CC de l'Abbevillois (2014 → 2016) Vice-président de la CA de la Baie de la Somme (2017 → ) Réélu pour le mandat 2020-2026, |

## Population et société

### Démographie
L'évolution du nombre d'habitants est connue à travers les recensements de la population effectués dans la commune depuis 1793. Pour les communes de moins de 10 000 habitants, une enquête de recensement portant sur toute la population est réalisée tous les cinq ans, les populations de référence des années intermédiaires étant quant à elles estimées par interpolation ou extrapolation. Pour la commune, le premier recensement exhaustif entrant dans le cadre du nouveau dispositif a été réalisé en 2007.

En 2022, la commune comptait 515 habitants, en évolution de −7,21 % par rapport à 2016 (Somme : −1,26 %, France hors Mayotte : +2,11 %).
| 1793 | 1800 | 1806 | 1821 | 1831 | 1836 | 1841 | 1846 | 1851 |
| ---- | ---- | ---- | ---- | ---- | ---- | ---- | ---- | ---- |
| 559  | 187  | 244  | 226  | 409  | 432  | 464  | 532  | 509  |

| 1856 | 1861 | 1866 | 1872 | 1876 | 1881 | 1886 | 1891 | 1896 |
| ---- | ---- | ---- | ---- | ---- | ---- | ---- | ---- | ---- |
| 515  | 577  | 599  | 536  | 547  | 551  | 531  | 479  | 463  |

| 1901 | 1906 | 1911 | 1921 | 1926 | 1931 | 1936 | 1946 | 1954 |
| ---- | ---- | ---- | ---- | ---- | ---- | ---- | ---- | ---- |
| 431  | 410  | 390  | 424  | 377  | 352  | 341  | 391  | 412  |

| 1962 | 1968 | 1975 | 1982 | 1990 | 1999 | 2006 | 2007 | 2012 |
| ---- | ---- | ---- | ---- | ---- | ---- | ---- | ---- | ---- |
| 412  | 441  | 469  | 408  | 581  | 552  | 571  | 574  | 580  |

| 2017 | 2022 | - | - | - | - | - | - | - |
| ---- | ---- | - | - | - | - | - | - | - |
| 544  | 515  | - | - | - | - | - | - | - |

### Enseignement
L'enseignement primaire est géré par un regroupement pédagogique intercommunal comprenant également la commune d'Eaucourt-sur-Somme. Une classe maternelle est implantée localement. Elle compte 24 élèves en 2024.

### Autres équipements

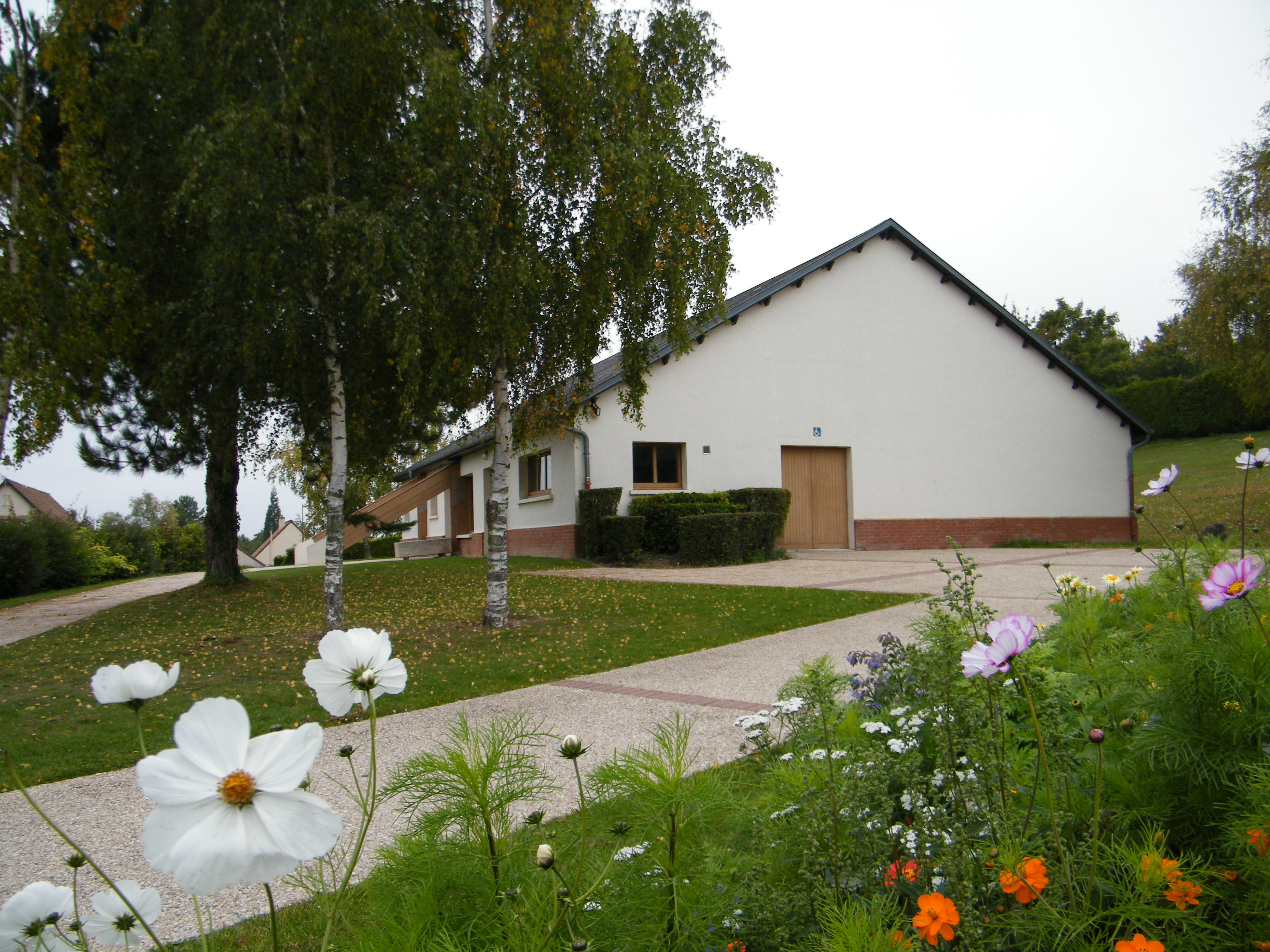
Salle communale.
Bâtiments communaux

## Culture locale et patrimoine

### Lieux et monuments
- Château d'Épagne. Édifié à la fin du XVIIe siècle, il dispose d'une cour intérieure avec un parterre à la française. Une terrasse donnant sur la Somme, orientée plein sud, lui confère un panorama particulier[23].
- Château d'Épagnette. Construit au XVIIIe siècle sur une précédente habitation seigneuriale, modifié en 1870, restauré et agrandi après la Grande guerre, il dispose d'une terrasse côté Somme[23].
- Église Saint-Vulfran à Épagne.
- Église Saint-Michel, à campenard, à Épagnette, du XVIIe siècle. Elle remplace un édifice du XIIIe siècle[34]. L'édifice renferme un retable du XVIe siècle, classé depuis 1906.

- Chapelle de l'ancien cimetière à Épagne. Elle servait de sépulture à la famille Lefebvre de Vadicourt et renferme une dalle funéraire du XVIe siècle[34].

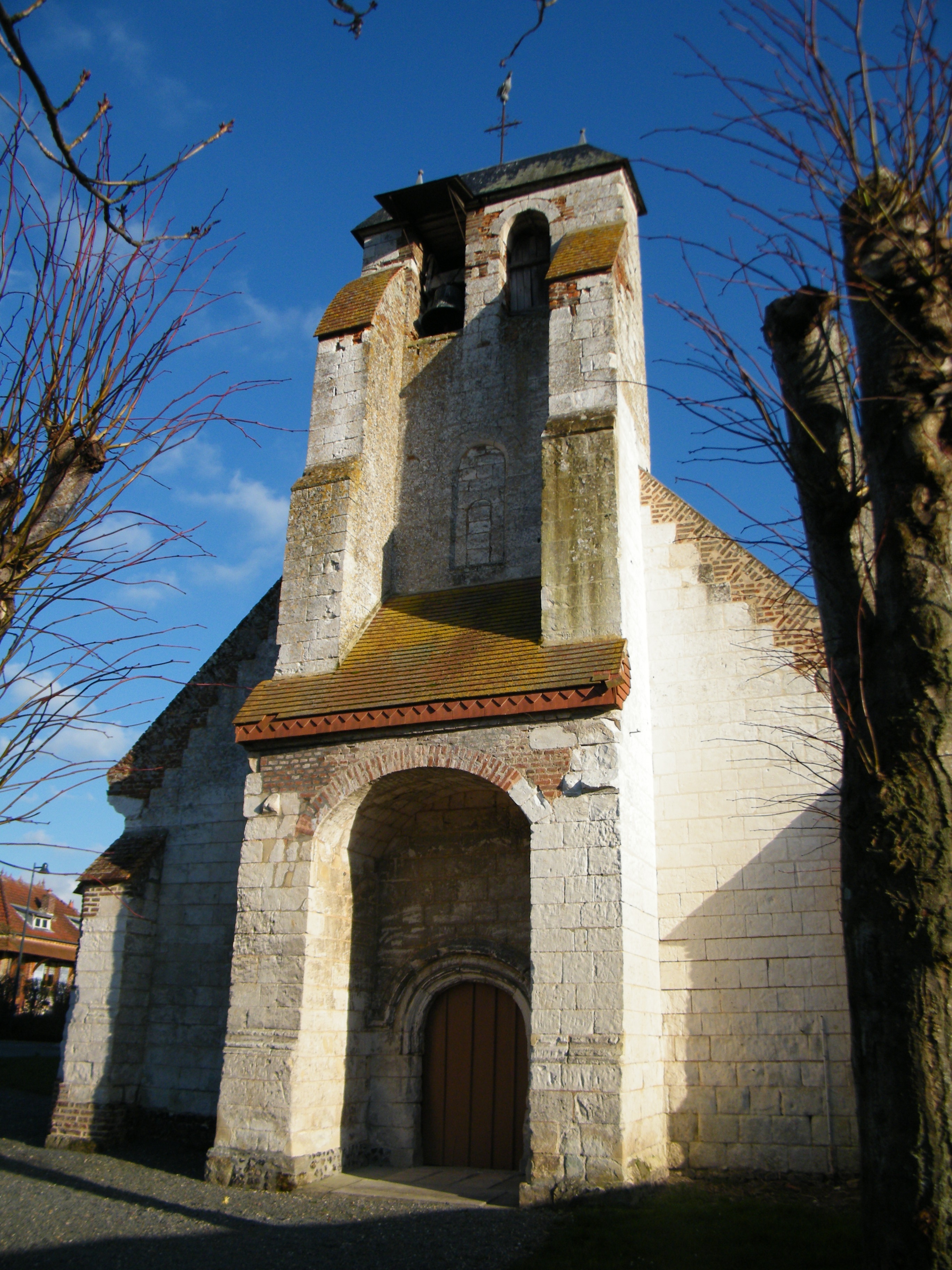
L'église Saint-Michel à Épagnette.
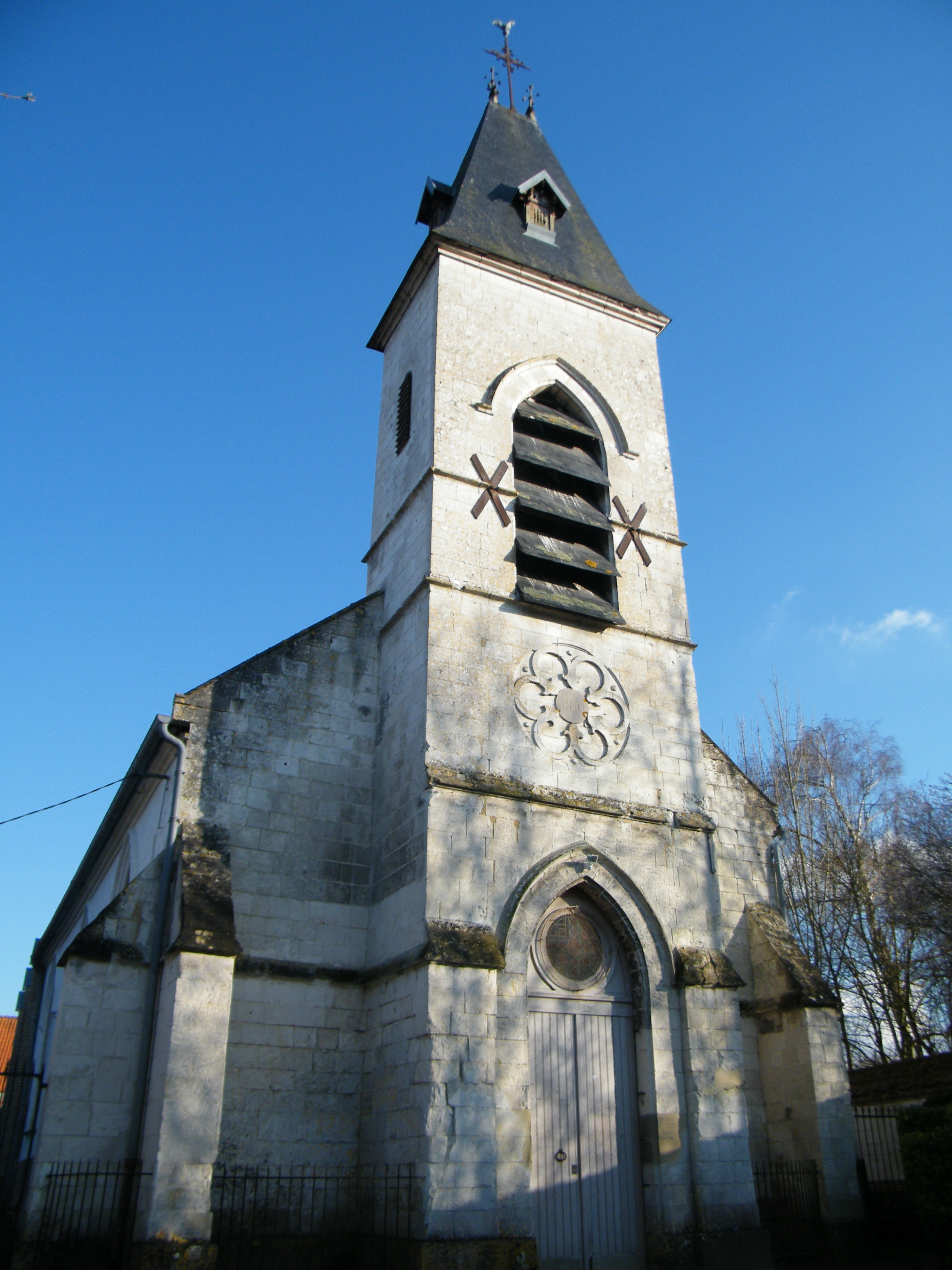
L'église Saint-Wulfran à Épagne.
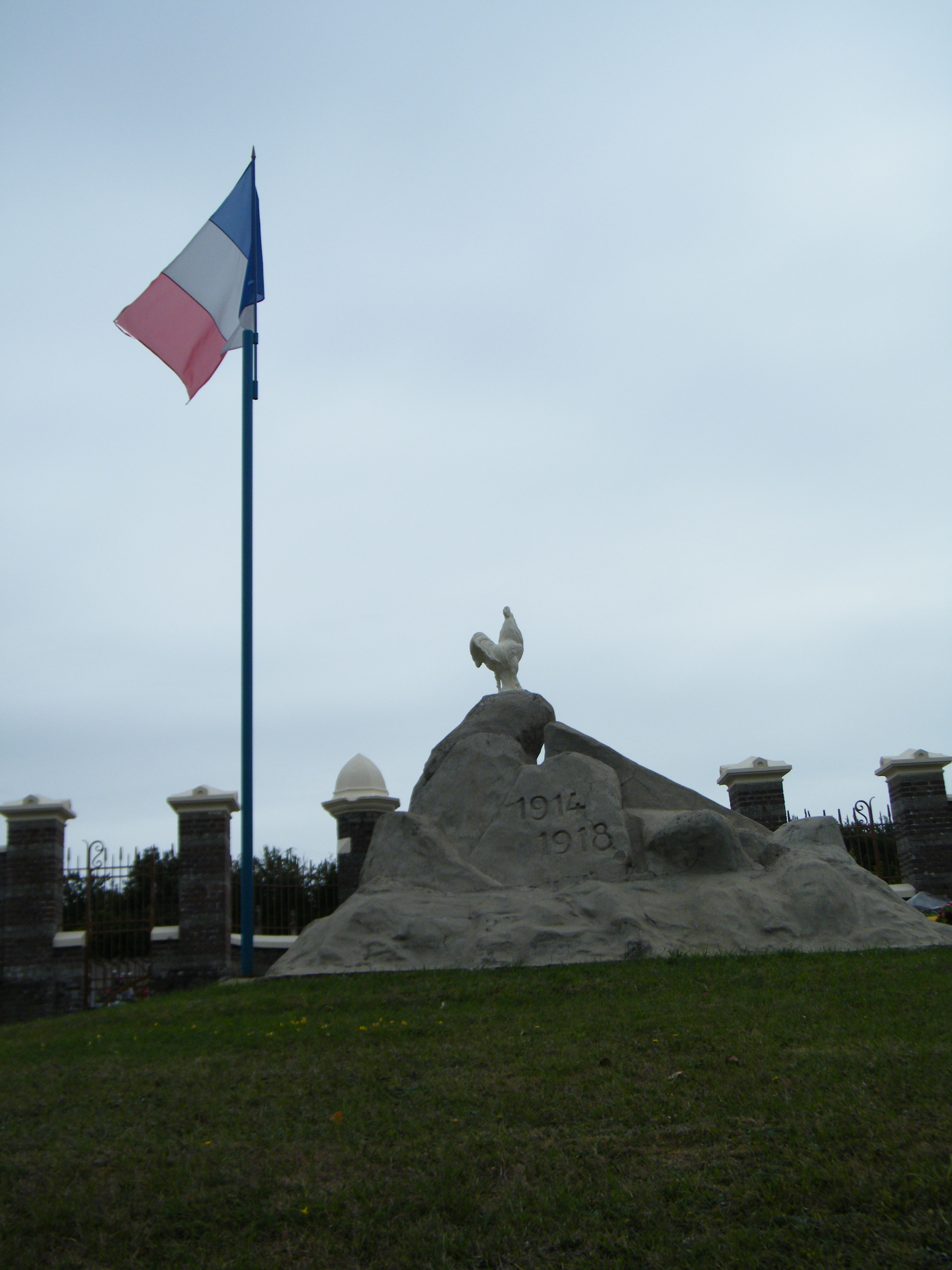
Monument aux morts, à l'entrée du cimetière.
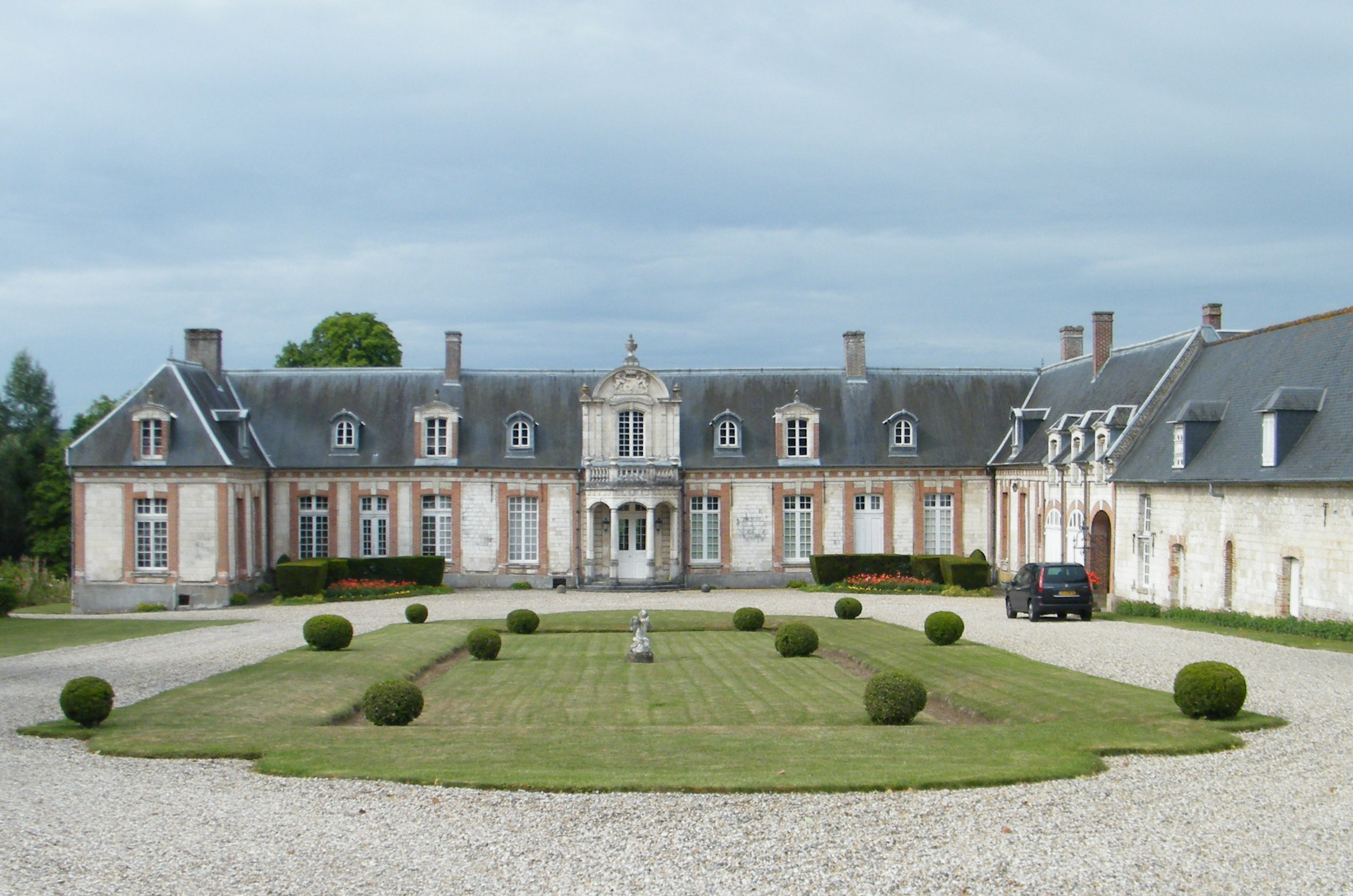
Château d'Épagne.
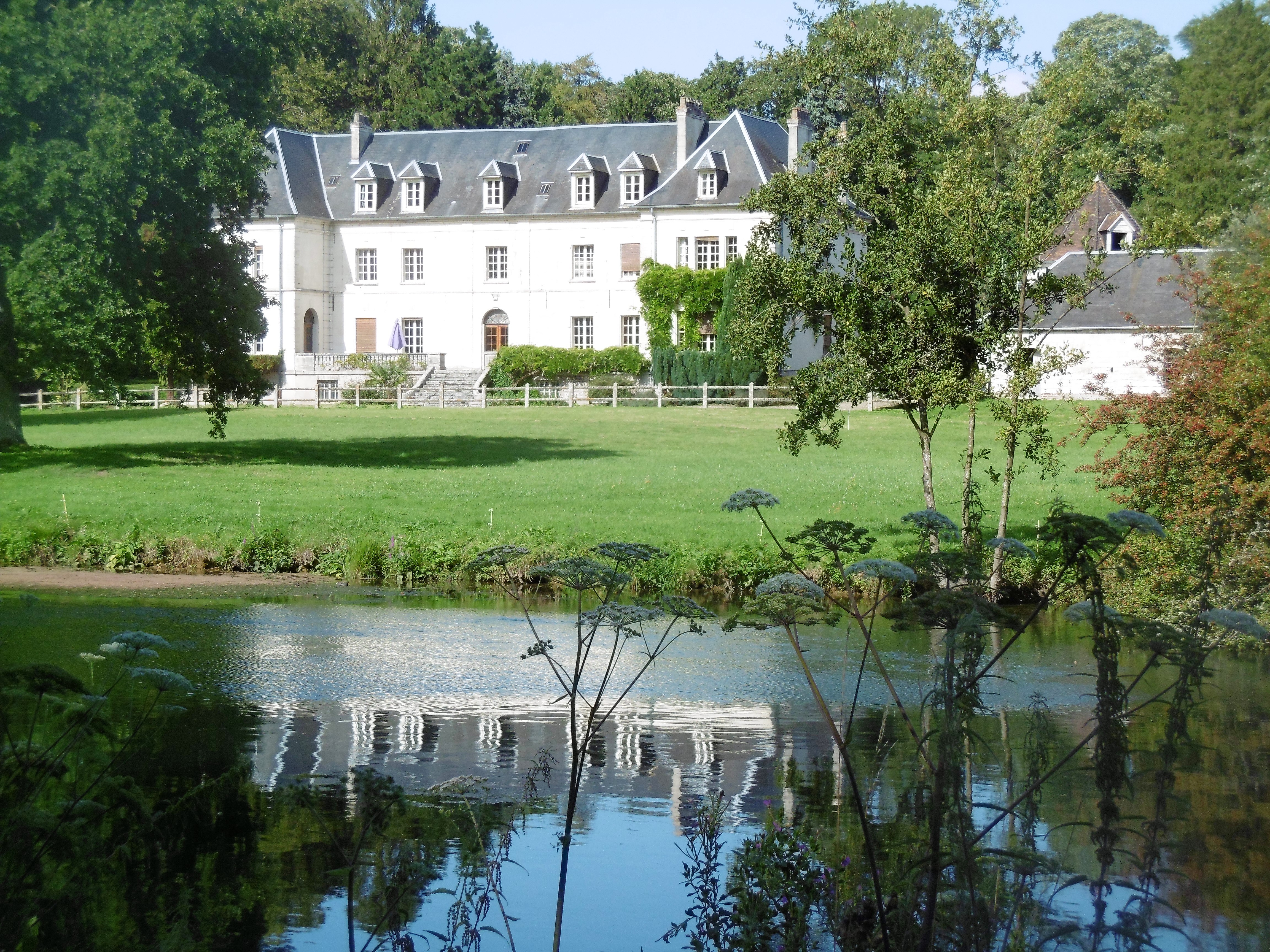
Château d'Épagnette.
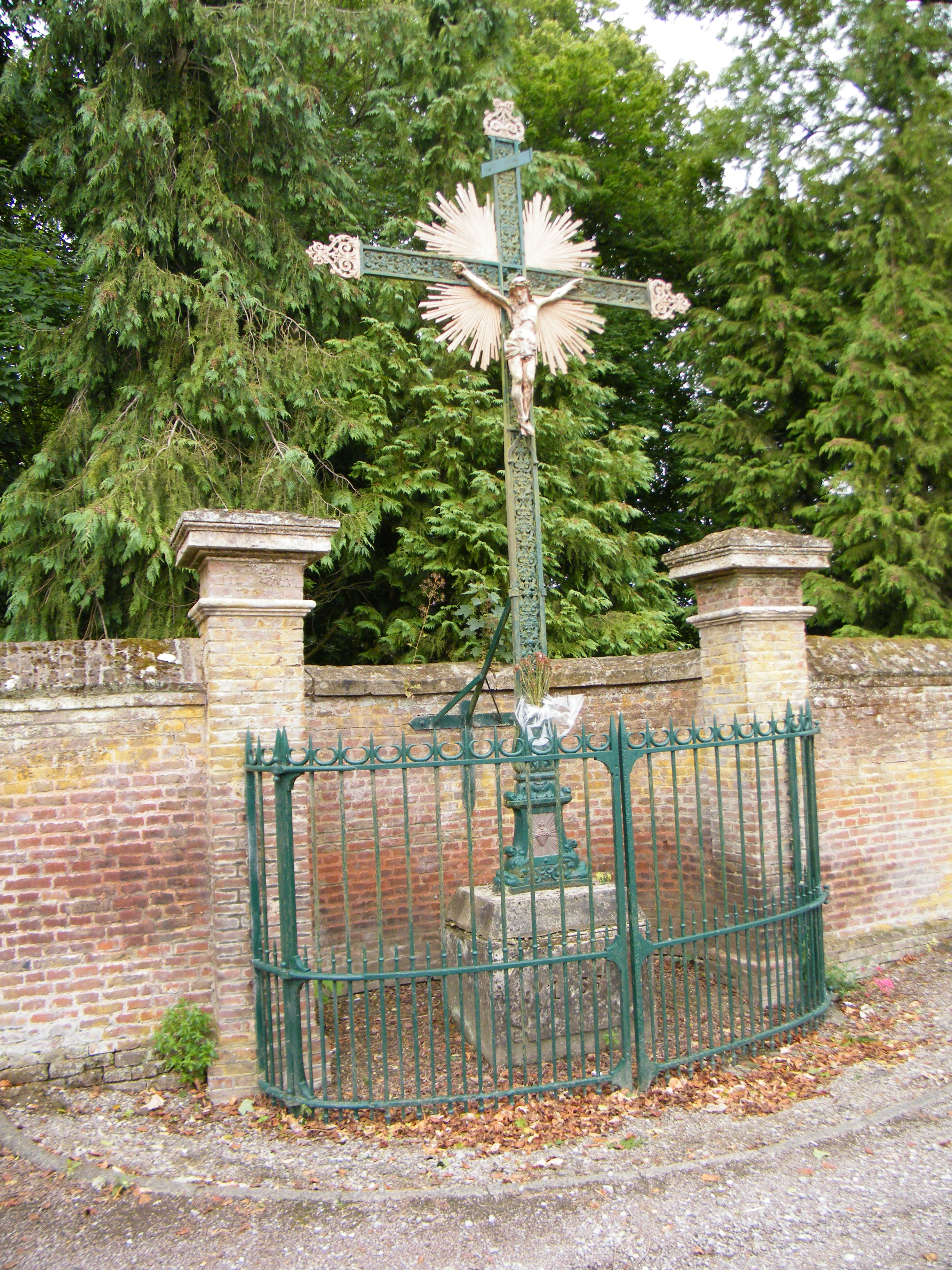
Face à la rue du Calvaire.
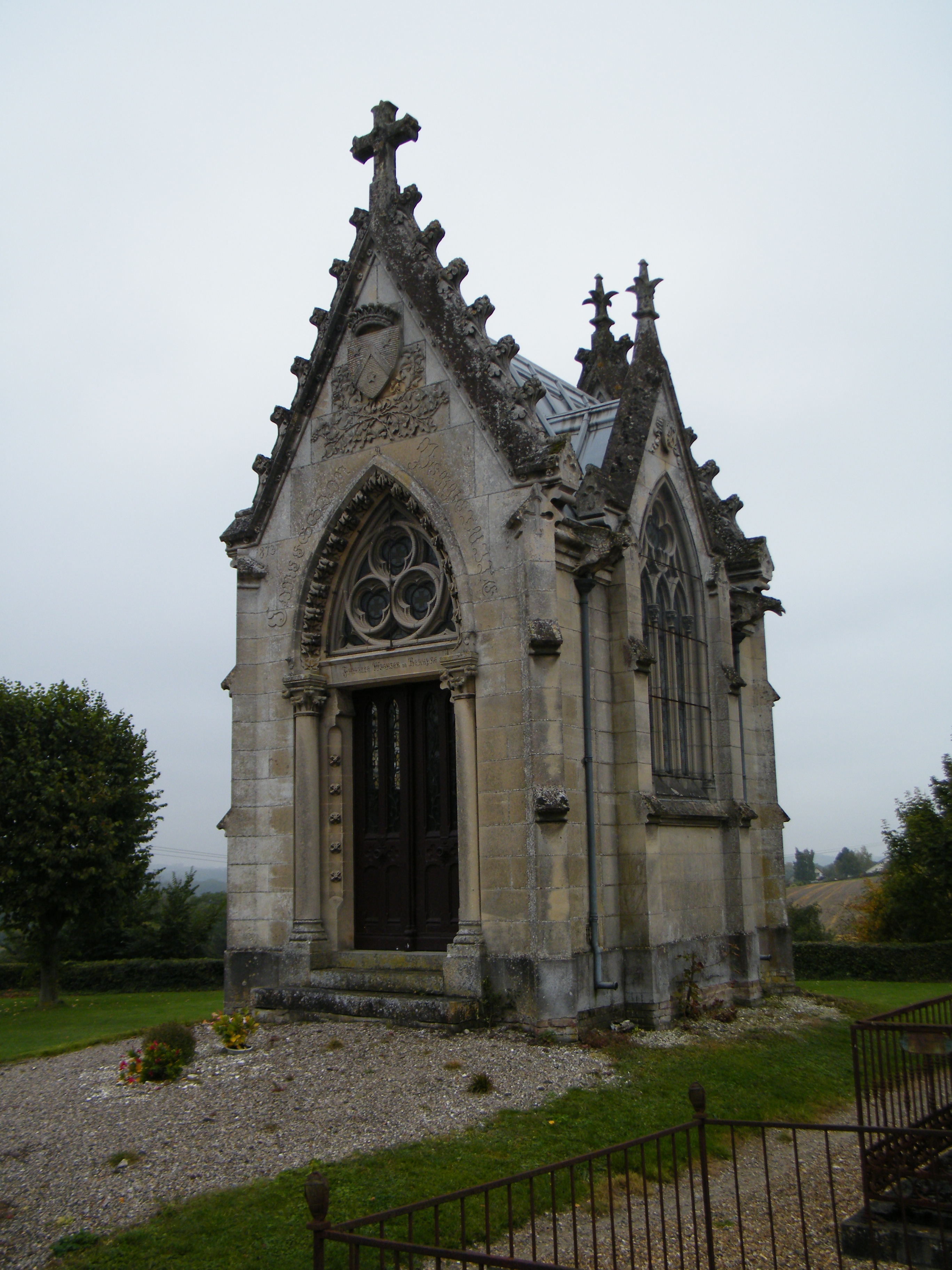
Chapelle funéraire Lefebvre de Vadicourt.

### Patrimoine «naturel»
Le marais avec ses huttes de chasse et son étang de pêche communal est géré par le Conservatoire d'espaces naturels de Picardie. Balisé, le parcours des fritillaires y est proposé à la randonnée.
En Picardie, seuls les marais d'Épagne-Épagnette, Mareuil-Caubert, Abbeville et Eaucourt-sur-Somme hébergent encore la Fritillaire pintade. Dite « tulipe des marais », espèce menacée, elle est inscrite sur la liste des espèces protégées depuis 1989.

Le marais, une zone de biodiversité
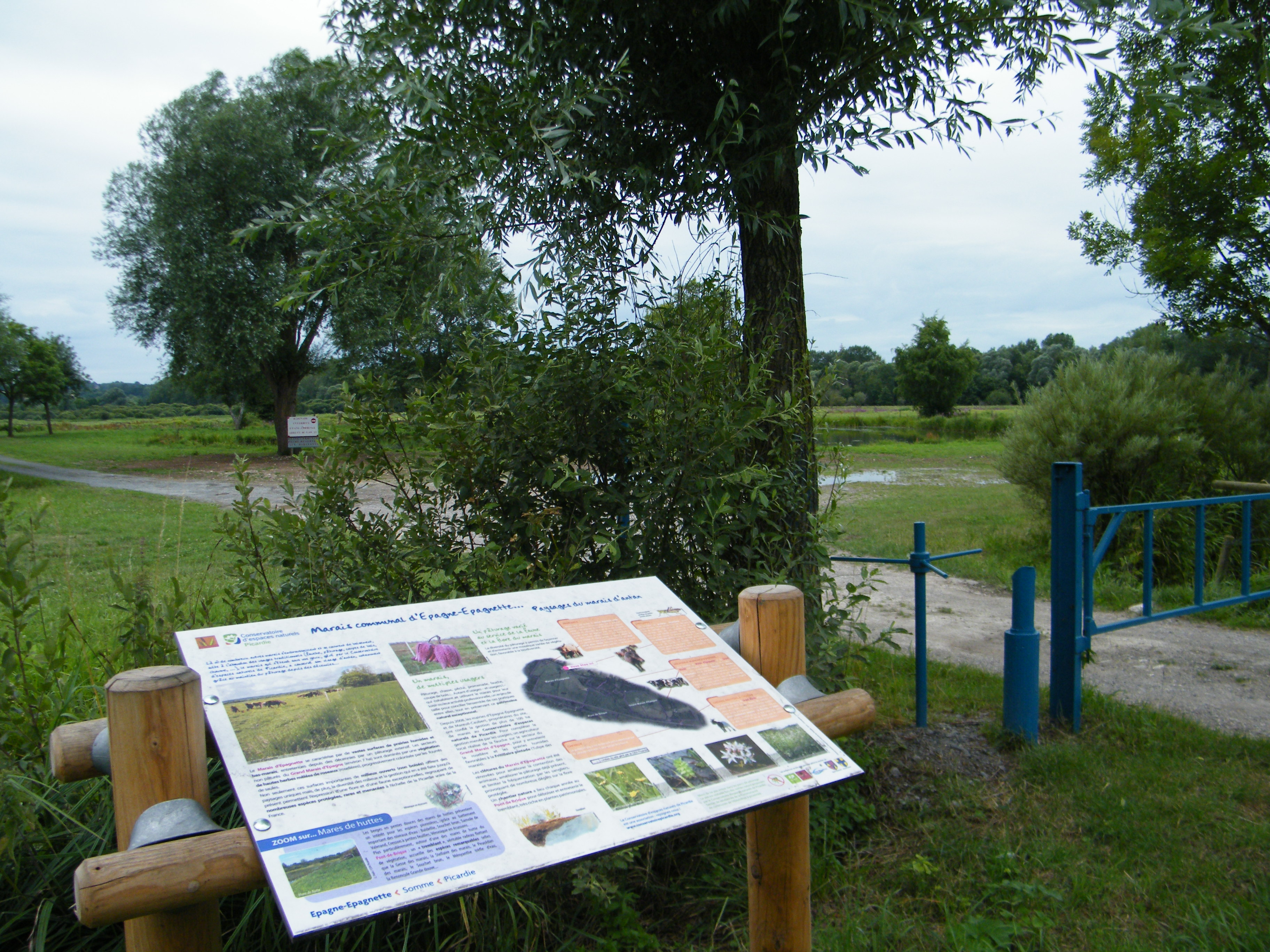
Entrée du marais communal.
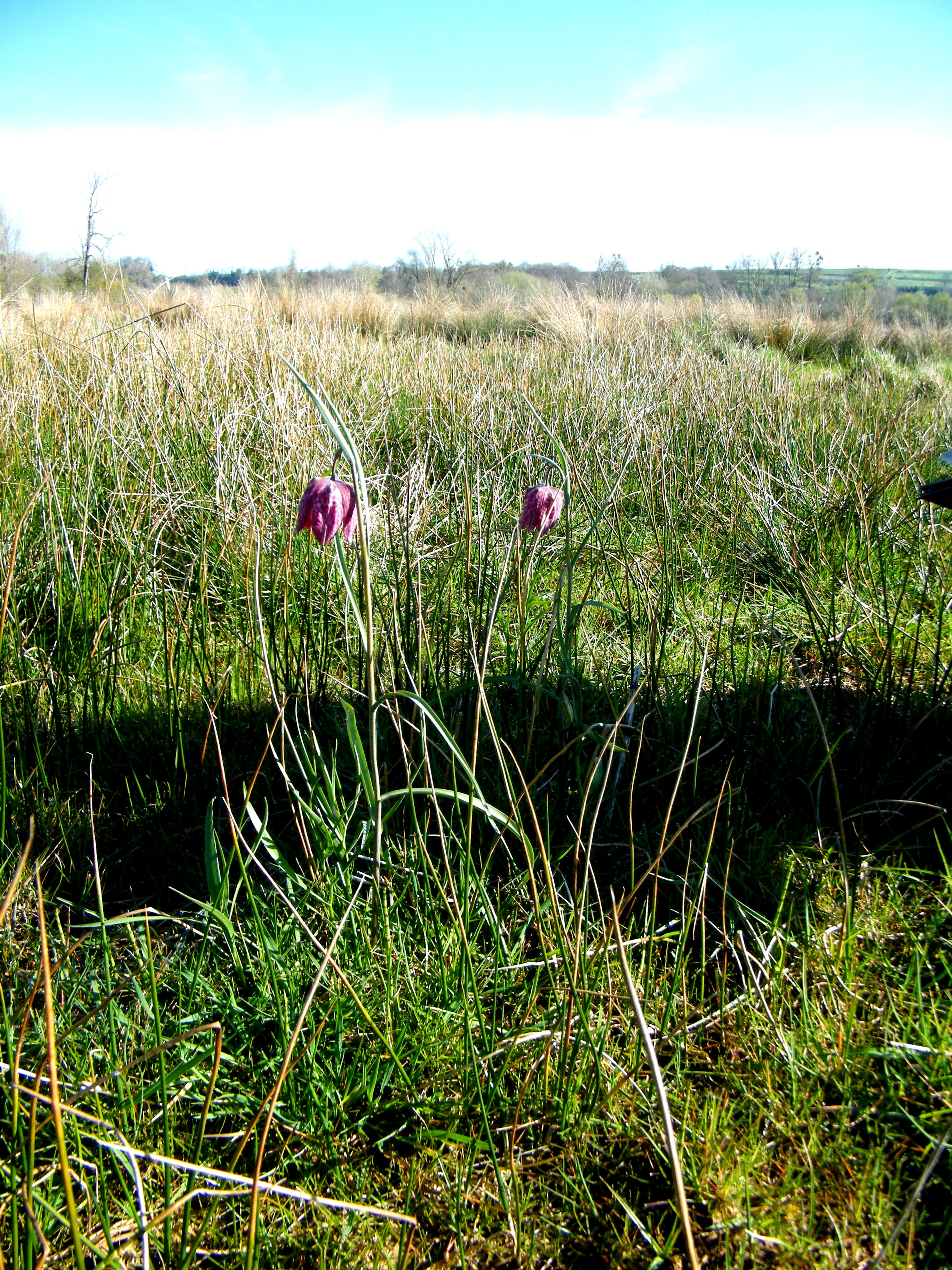
Fritillaire pintade.
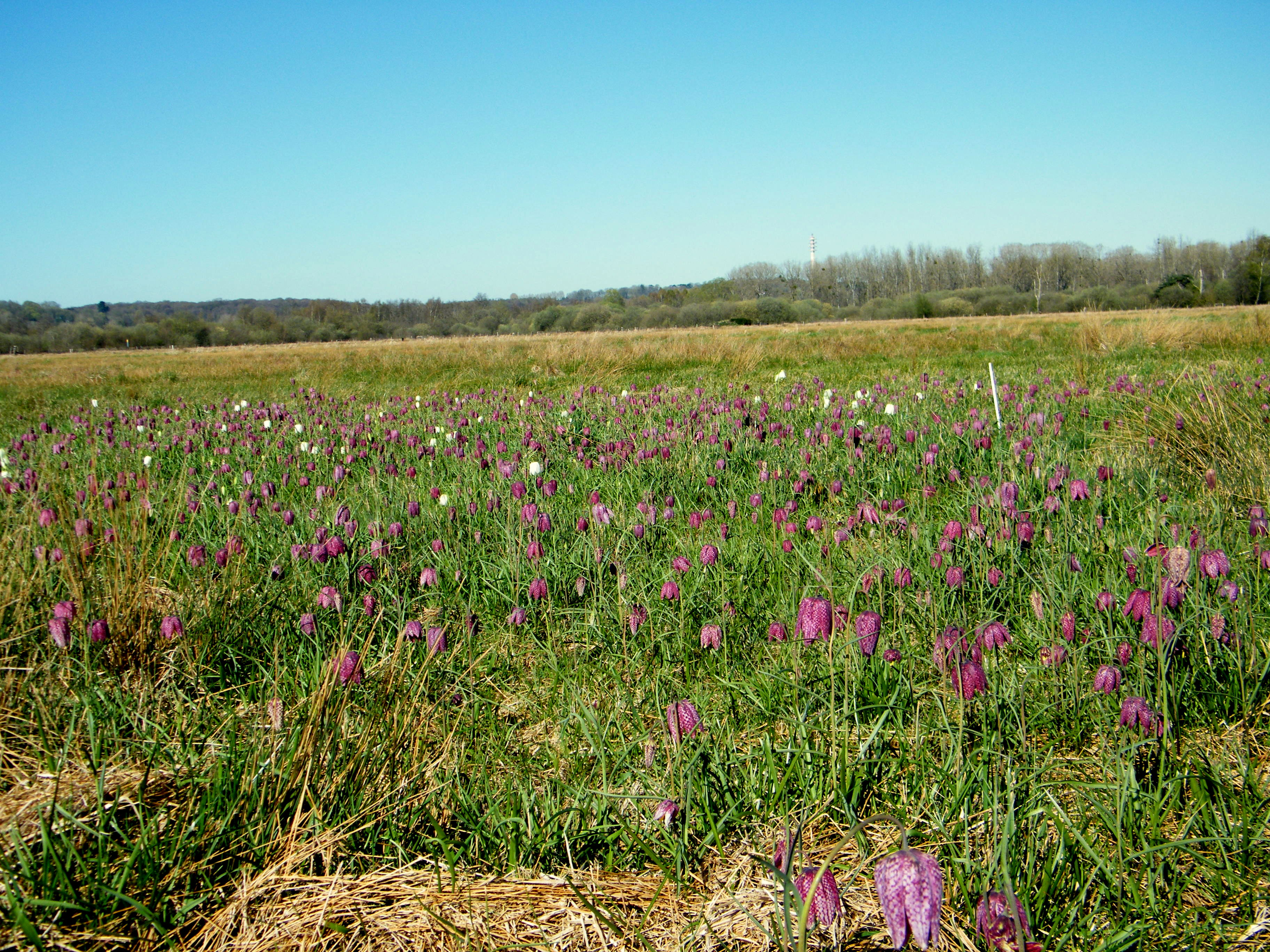
Zone d'abondance.
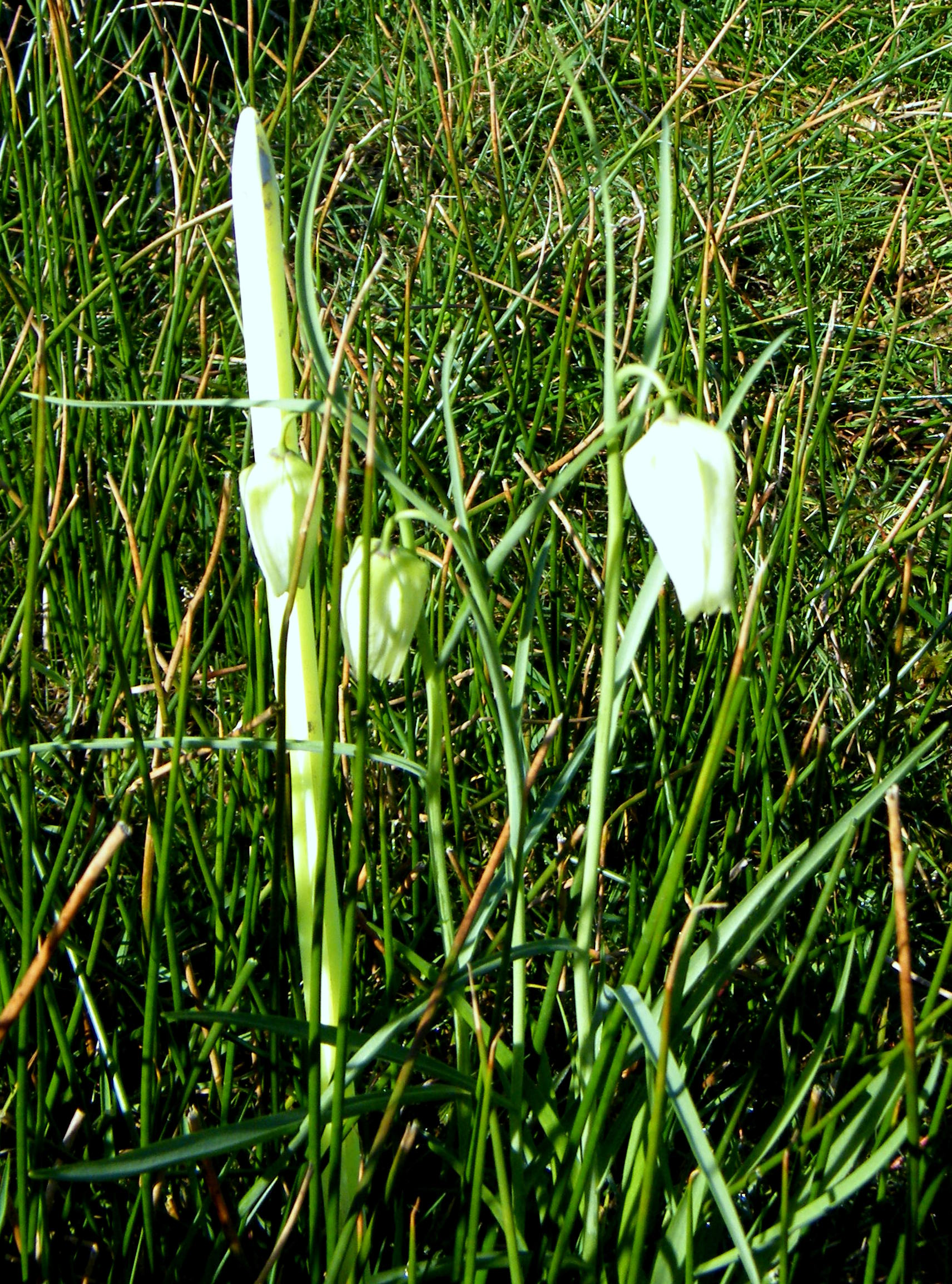
Variété blanche.
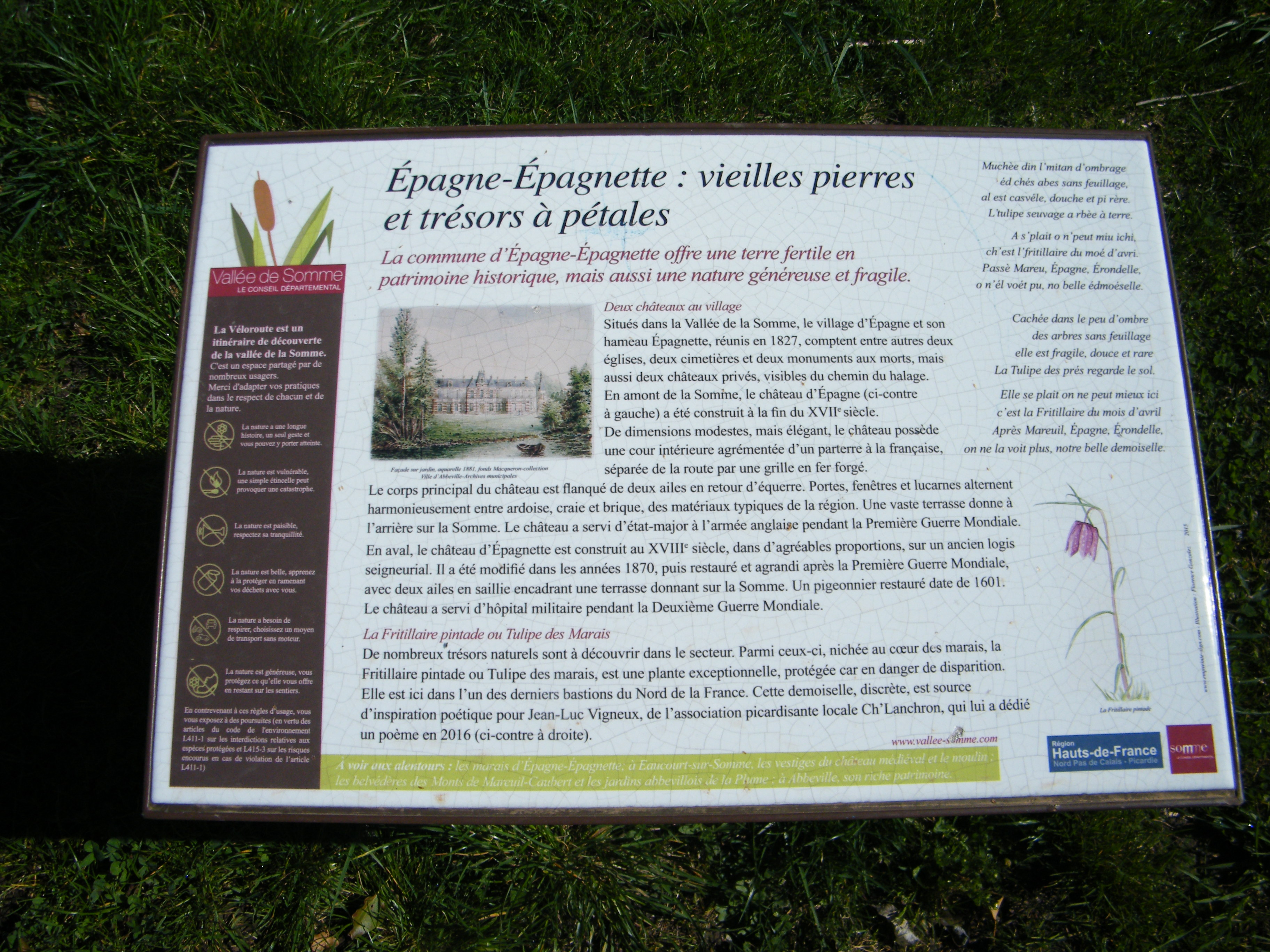
Panneau d'information, le long de la Somme canalisée.

### Héraldique
|  | Les armes de la commune se blasonnent ainsi : Écartelé : aux 1 et 4 d'or chapé ployé d'azur chargé de deux étoiles du champ en chef, aux 2 et 3 bandé de gueules et de vair.. À Épagne, l'abbaye était placée sous le vocable du Saint-Esprit, ce qui vaut encore aux habitants le blason en picard de "Vindeus d'Esprit" (vendeurs d'esprit) car ils en auraient à revendre. |

## Pour approfondir